# نووکوخانوفسکویه
نووکوخانوفسکویه (به لاتین: Novokokhanovskoye) یک منطقهٔ مسکونی در روسیه است که در شهرستان کیزلیارسکی واقع شده‌است.